# Cioburciu, Stînga Nistrului
Cioburciu (ucraineană Чобручи, maghiară Csöbörcsök) este un sat din Unitățile Administrativ-Teritoriale din Stînga Nistrului (Transnistria), Republica Moldova.
Conform recensământului sovietic din anul 1939, populația localității era de 6.335 locuitori, dintre care 5.124 (80.88%) moldoveni (români).
Conform recensământului neoficial din anul 2004, populația localității era de 7.176 locuitori, dintre care 6.214 (86.59%) moldoveni (români), 457 (6.36%) ucraineni si 436 (6.07%) ruși.